# 統一7-ELEVEn獅新人選秀首輪指名
統一7-ELEVEn獅新人選秀首輪指名為中華職棒於1991年8月份開始辦理新人選秀會以來，統一獅或統一7-ELEVEn獅球團於第一輪被挑中的球員。不包括外籍球員選秀、旅日球員返國選秀、代訓選手選秀以及特別選秀。

## 歷次第一輪球員
以下為歷屆新人選秀會被統一獅或統一7-ELEVEn獅第一輪挑中球員名單。

### 標示
|        | 獲得新人王             |
|        | 生涯不曾在職棒一軍出賽 |
| 粗體字 | 現役球員               |

### 名單
| 選秀會日期     | 球員姓名 | 順位     | 守備位置 | 原屬球隊                 | 職棒初登板                      | 簽約金            | 備註                                                                     |
| -------------- | -------- | -------- | -------- | ------------------------ | ------------------------------- | ----------------- | ------------------------------------------------------------------------ |
| 1991年8月3日   | 無       |          |          |                          |                                 |                   | 放棄挑選                                                                 |
| 1992年1月8日   | 無       |          |          |                          |                                 |                   | 放棄挑選                                                                 |
| 1992年12月9日  | 無       |          |          |                          |                                 |                   | 放棄挑選                                                                 |
| 1993年12月26日 | 黃富照   | 第五順位 | 捕手     | 合作金庫棒球隊           | 未登板                          | 未簽約            | 因薪資談不攏而未簽約重返業餘                                             |
| 1994年12月12日 | 無       |          |          |                          |                                 |                   | 放棄挑選                                                                 |
| 1996年2月14日  | 無       |          |          |                          |                                 |                   | 放棄挑選                                                                 |
| 2000年2月29日  | 鐘信富   | 第三順位 | 投手     | 統一獅練習生             | 未登板                          | 不詳              | 加盟獅隊後，未出賽即遭球隊解約                                           |
| 2000年6月28日  | 曾傑志   | 第一順位 | 投手     | 台北體院棒球隊           | 2000年9月28日代表統一獅         | 500萬新台幣       |                                                                          |
| 2001年1月6日   | 無       |          |          |                          |                                 |                   | 因獅隊該次優先指定一名球員，故首輪無選秀權                               |
| 2001年6月19日  | 曾揚志   | 第四順位 | 一壘手   | 國軍棒球隊               | 2001年7月8日代表統一獅          | 250萬新台幣       |                                                                          |
| 2002年1月16日  | 黃信福   | 第四順位 | 二壘手   | 合作金庫棒球隊           | 2002年3月8日代表統一獅          | 280萬新台幣       |                                                                          |
| 2002年6月25日  | 沈柏蒼   | 第一順位 | 投手     | 國軍棒球隊               | 2002年7月7日代表統一獅          | 不詳              |                                                                          |
| 2003年1月11日  | 潘威倫   | 第一順位 | 投手     | 合作金庫棒球隊           | 2003年3月9日代表統一獅          | 300萬新台幣       |                                                                          |
| 2003年6月19日  | 張志強   | 第二順位 | 投手     | 台灣體院棒球隊           | 2003年9月21日代表統一獅         | 不詳              | 第二順位                                                                 |
| 2004年1月14日  | 劉芙豪   | 第四順位 | 外野手   | 合作金庫棒球隊           | 2004年3月3日代表統一獅          | 不詳              |                                                                          |
| 2004年12月12日 | 郭岱琦   | 第五順位 | 外野手   | 台北體院棒球隊           | 2005年3月13日代表統一獅         | 不詳              |                                                                          |
| 2005年12月26日 | 江柏青   | 第四順位 | 投手     | 華興中學青棒隊教練       | 2006年3月31日代表統一獅         | 200萬新台幣       |                                                                          |
| 2006年12月5日  | 無       |          |          |                          |                                 |                   | [ 註 2 ]                                                                 |
| 2007年12月27日 | 李瑋華   | 第六順位 | 投手     | 合作金庫棒球隊           | 2009年4月2日代表統一7-ELEVEn獅  | 300萬新台幣       |                                                                          |
| 2008年12月31日 | 王鏡銘   | 第四順位 | 投手     | La new熊二軍借將         | 2010年3月24日代表統一7-ELEVEn獅 | 250萬新台幣       |                                                                          |
| 2009年12月30日 | 蔡璟豪   | 第四順位 | 投手     | La new熊二軍借將         | 2011年3月20日代表統一7-ELEVEn獅 | 約150~200萬新台幣 |                                                                          |
| 2010年12月21日 | 陳鏞基   | 第一順位 | 游擊手   | 美國職棒匹茲堡海盜       | 2011年3月20日代表統一7-ELEVEn獅 | 無                |                                                                          |
| 2011年12月28日 | 黃志龍   | 第四順位 | 投手     | 自由球員                 | 2012年3月21日代表統一7-ELEVEn獅 | 無                |                                                                          |
| 2012年12月28日 | 羅錦龍   | 第三順位 | 投手     | 大西洋聯盟蘭卡斯特巡迴者 | 2013年3月24日代表統一7-ELEVEn獅 | 無                |                                                                          |
| 2013年6月24日  | 江辰晏   | 第二順位 | 投手     | 西苑高中青棒隊           | 2014年9月26日代表統一7-ELEVEn獅 | 300萬新台幣       | 高中生選秀                                                               |
| 2013年11月28日 |          |          |          |                          |                                 |                   | 因季中簽下以特案加盟的郭泓志而喪失前三輪的選秀權。                       |
| 2014年6月23日  | 陳韻文   | 無順位   | 投手     | 屏東高中青棒隊           | 2015年9月12日代表統一7-ELEVEn獅 | 505萬新台幣       | 第1輪4隊均指名陳俊秀，經抽籤由Lamigo桃猿中選，統一7-ELEVEn獅補指名陳韻文 |
| 2015年6月29日  | 林子崴   | 第二順位 | 投手     | 中國文化大學棒球隊       | 2015年8月2日代表統一7-ELEVEn獅  | 530萬新台幣       |                                                                          |
| 2016年6月27日  | 蘇智傑   | 第二順位 | 內野手   | 中國文化大學棒球隊       | 2016年7月29日代表統一7-ELEVEn獅 | 560萬新台幣       |                                                                          |
| 2017年7月3日   | 陳重羽   | 第二順位 | 捕手     | 國立體育大學棒球隊       | 2017年9月2日代表統一7-ELEVEn獅  | 540萬新台幣       |                                                                          |
| 2018年7月2日   | 古林睿煬 | 第二順位 | 投手     | 平鎮高中青棒隊           | 2019年9月27日代表統一7-ELEVEn獅 | 550萬新台幣       |                                                                          |
| 2019年7月1日   | 林安可   | 第四順位 | 投手     | 中國文化大學棒球隊       | 2019年8月10日代表統一7-ELEVEn獅 | 530萬新台幣       |                                                                          |
| 2020年7月20日  | 林子豪   | 第二順位 | 三壘手   | 平鎮高中青棒隊           | 2021年3月25日代表統一7-ELEVEn獅 | 550萬新台幣       |                                                                          |
| 2021年7月12日  | 胡智為   | 第四順位 | 投手     | 美國職棒聖地牙哥教士     | 2021年8月29日代表統一7-ELEVEn獅 | 無                |                                                                          |
| 2022年7月11日  | 黃勇傳   | 第五順位 | 內野手   | 平鎮高中青棒隊           | 2023年5月5日代表統一7-ELEVEn獅  | 500萬元新台幣     | 遭開除                                                                   |
| 2023年7月12日  | 林佳緯   | 第三順位 | 外野手   | 穀保家商青棒隊           | 2023年10月7日代表統一7-ELEVEn獅 | 540萬元新台幣     |                                                                          |
| 2024年6月28日  | 陳聖平   | 第四順位 | 內野手   | 自由球員                 | 2024年7月5日代表統一7-ELEVEn獅  | 無                |                                                                          |
| 2025年6月30日  | 曾偉喆   | 第五順位 | 投手     | 國立體育大學棒球隊       |                                 |                   |                                                                          |

## 註解
1. ↑  該年獅隊選秀權為第三順位，因第二順位的太陽隊放棄第一輪選秀權，故為第二順位
2. ↑  該年獅隊放棄首輪選秀權，未挑走球員
3. ↑  2024年5月15日，統一7-ELEVEn獅球團以黃勇傳嚴重違反紀律為由，予以開除。[1]